# Nasik Awdaljan
Nasik Awdaljan (armenisch Նազիկ Ավդալյան, russisch Назе́ли (На́зик) Варда́новна Авдаля́н, englisch Nazik Avdalyan; * 31. Oktober 1986 in Leninakan, Armenische SSR, Sowjetunion) ist eine armenische Gewichtheberin. Sie wurde 2009 Weltmeisterin in der Gewichtsklasse bis 69 kg Körpergewicht.

## Werdegang
Nasik Awdaljan begann in ihrer Heimatstadt Gjumri mit dem Gewichtheben. Trainiert von Artashes Nersisjan erschien sie im Jahre 2006 erstmals bei einer internationalen Meisterschaft, das war gleich die Weltmeisterschaft in Santo Domingo (Dominikanische Republik). Sie startete in der Gewichtsklasse bis 69 kg Körpergewicht (KG) und erzielte im Zweikampf 221 kg (100–121), mit denen sie einen guten 7. Platz belegte.
Im Jahre 2007 wurde sie in Straßburg schon Vize-Europameisterin (bis 69 kg Körpergewicht) und steigerte dabei ihre Leistung im Zweikampf auf 241 kg (105–136). Nur Oksana Sliwenko aus Russland erzielte mit 257 kg (112–145) eine bessere Leistung. Bei der Weltmeisterschaft 2007 in Chiang Mai/Thailand kam Nasik Avdaljan mit 235 kg (102–135) nicht ganz an die Leistung von Straßburg heran und landete auf dem 5. Platz. Die Siegerin und Weltmeisterin Oksana Sliwenko erzielte 276 kg, mit denen sie vor Liu Chunhong aus China, 271 kg, siegte.
2008 gelang ihr bei der Europameisterschaft in Lignano ein erster Titelgewinn. Sie siegte in der Klasse bis 69 kg Körpergewicht mit 242 kg (106–131) vor Tatjana Matwejewa aus Russland, die 239 kg erzielte. Bei den Olympischen Spielen 2008 in Peking war sie, eigentlich eine sichere Medaillenanwärterin, nicht am Start. Dort startete auch ihre sonst so erfolgreiche Landsfrau Meline Dalusjan nicht. Nur Hipsime Churschudjan war in Peking am Start, blieb aber um 30 kg unter ihrer Normalleistung.
2009 erzielte Nasik Awdaljan bei der Europameisterschaft in Bukarest 245 kg (110–135) im Zweikampf und wurde mit dieser Leistung Zweite hinter Oksana Sliwenko, die 255 kg erzielte. Bei der Weltmeisterschaft 2009 in Goyang/Südkorea überraschte sie dann ihre Konkurrentinnen und auch das Fachpublikum mit einer Steigerung auf 266 kg (119–147), mit der sie neue Weltmeisterin in der Klasse bis 69 kg Körpergewicht wurde. Sie besiegte dabei erstmals bei einer internationalen Meisterschaft Oksana Sliwenko, die 264 kg erzielte und auf den 2. Platz kam.

## Internationale Erfolge
| Jahr | Platz | Wettbewerb                | Gewichtsklasse | |
| 2006 | 7.    | WM in Santo Domingo (DOM) | bis 69 kg KG   | mit 221 kg (100–121); Siegerin: Oksana Sliwenko, Russland, 263 kg (123–140), vor Tatjana Matwejewa, Russland, 245 kg (110–135)                                    |
| 2007 | 2.    | EM in Straßburg           | bis 69 kg KG   | mit 241 kg (105–136), hinter Oksana Sliwenko, 257 kg (112–145), vor Natalja Dawidowa, Ukraine, 241 kg (109–132)                                                   |
| 2007 | 5.    | WM in Chiang Mai/Thailand | bis 69 kg KG   | mit 235 kg (102–133) hinter Oksana Sliwenko, 276 kg (120–156), Liu Chunhong, China, 271 kg (121–150), Natalja Dawidowa, 244 kg u. Yong Hong Ok, Nordkorea, 238 kg |
| 2008 | 1.    | EM in Lignano             | bis 69 kg KG   | mit 242 kg (106–136) vor Tatjana Matwejewa, 239 kg (103–136) u. Slavejka Ruschinska, Bulgarien, 219 kg                                                            |
| 2009 | 2.    | EM in Bukarest            | bis 69 kg KG   | mit 245 kg (110–135), hinter Oksana Sliwenko, 255 kg (115–140), vor Tatjana Matwejewa, 239 kg                                                                     |
| 2009 | 1.    | WM in Goyang/Südkorea     | bis 69 kg KG   | mit 266 kg (119–147) vor Oksana Sliwenko, 264 kg (118–146) u. Zhang Shaolin, Macau, 248 kg (112–136)                                                              |

## WM und EM-Einzelmedaillen
- Weltmeisterschafts-Goldmedaillen: 2009/Reißen – 2009/Stoßen
- Europameisterschafts-Goldmedaillen: 2008/Reißen – 2008/Stoßen
- Europameisterschafts-Silbermedaillen: 2007/Stoßen – 2009/Reißen
- Europameisterschafts-Bronzemedaillen: 2007/Reißen – 2009/Stoßen